# Sakurada Hiroshi
Sakurada Hiroshi (櫻田 宏) (sinh ngày 3 tháng 6 năm 1959) là chính khách người Nhật Bản. Hiện ông đang giữ chức vụ làm thị trưởng thành phố Hirosaki, tỉnh Aomori kể từ ngày 16 tháng 4 năm 2018.